# Adjungierte Darstellung
In der Mathematik spielen die adjungierten Darstellungen von Lie-Gruppen und Lie-Algebren eine wichtige Rolle in Differentialgeometrie, Darstellungstheorie und Mathematischer Physik, etwa bei der Konstruktion des adjungierten Vektorbündels.

## Lie-Gruppen und Lie-Algebren
Eine Lie-Gruppe {\displaystyle G} ist eine differenzierbare Mannigfaltigkeit, die zusätzlich die Struktur einer Gruppe besitzt, so dass die Gruppenverknüpfung und die Inversion beliebig oft differenzierbar sind.
Die Lie-Algebra einer Lie-Gruppe ist der Vektorraum der links-invarianten Vektorfelder mit dem Kommutator als Lie-Klammer. Die Lie-Algebra {\displaystyle {\mathfrak {g}}} kann auf kanonische Weise mit dem Tangentialraum im neutralen Element der Lie-Gruppe {\displaystyle G} identifiziert werden:
{\displaystyle {\mathfrak {g}}\simeq T_{e}G}.

## Adjungierte Darstellungen
Sei {\displaystyle G} eine Lie-Gruppe mit Lie-Algebra {\displaystyle {\mathfrak {g}}}.

### Konjugation
Definiere die Konjugation  mit einem Element {\displaystyle g\in G} durch
{\displaystyle {\begin{aligned}c_{g}\colon G&\to G\\h&\mapsto ghg^{-1}\quad \forall \ h\in G.\end{aligned}}}
und definiere außerdem
{\displaystyle {\begin{aligned}C\colon G&\to \operatorname {Aut} (G)\\g&\mapsto c_{g}\end{aligned}}}

### Ad-Funktion
Definition Ad(g)
Für jedes {\displaystyle g\in G} definieren wir die Ableitung von {\displaystyle c_{g}} im Punkt {\displaystyle e}, dem neutralen Element der Gruppe, durch
{\displaystyle {\begin{aligned}\operatorname {Ad} (g):T_{e}G&\to T_{c_{g}(e)}G\\x&\mapsto \operatorname {Ad} (g)(x):=D_{e}c_{g}(x),\quad x\in T_{e}G.\end{aligned}}}
{\displaystyle D_{e}} bezeichnet den Differentialoperator an der Stelle {\displaystyle e}.
Das ist eine lineare Abbildung vom Tangentialraum an der Stelle des neutralen Elementes in sich selber
{\displaystyle {\mathfrak {g}}=T_{e}G\rightarrow T_{c_{g}(e)}G=T_{e}G={\mathfrak {g}}}
da {\displaystyle c_{g}(e)=e} und somit ist {\displaystyle \operatorname {Ad} (g)} ein Element aus {\displaystyle \operatorname {GL} ({\mathfrak {g}})}.
Definition Ad
Die adjungierten Abbildungen definieren eine Darstellung der Gruppe
{\displaystyle {\begin{aligned}\operatorname {Ad} \colon G&\rightarrow \operatorname {GL} ({\mathfrak {g}})\\g&\mapsto \operatorname {Ad} (g),\quad \forall \ g\in G\end{aligned}}}
welche ein Lie-Gruppen-Homomorphismus ist und adjungierte Darstellung genannt wird.

### ad-Funktion
Ebenfalls als adjungierte Darstellung bezeichnet wird die Ableitung von {\displaystyle \operatorname {Ad} }
{\displaystyle {\begin{aligned}\operatorname {ad} \colon {\mathfrak {g}}&\to {\mathfrak {gl}}({\mathfrak {g}})\\x&\mapsto \operatorname {ad} (x):=D_{e}\operatorname {Ad} (x)\end{aligned}}}
welche ein Lie-Algebren-Homomorphismus ist. Dies entspricht dem Anwenden der Lie-Klammer
{\displaystyle \operatorname {ad} (X)(Y)=\left[X,Y\right]}
für alle {\displaystyle X,Y\in {\mathfrak {g}}}.
Häufig nützt man auch folgende Notation
{\displaystyle \operatorname {ad} \colon x\mapsto \operatorname {ad} _{x}}
und
{\displaystyle \operatorname {ad} _{X}(Y)=\left[X,Y\right],\qquad X,Y\in {\mathfrak {g}}.}
Weil es nach den Lie’schen Sätzen zu jeder endlich-dimensionalen reellen Lie-Algebra {\displaystyle {\mathfrak {g}}} eine bis auf Isomorphismus eindeutige einfach zusammenhängende Lie-Gruppe {\displaystyle G} mit {\displaystyle T_{e}G={\mathfrak {g}}} gibt, lässt sich die adjungierte Darstellung {\displaystyle \operatorname {ad} } für jede solche Lie-Algebra definieren.

## Explizite Beschreibung
Für Matrizengruppen, d. h. abgeschlossene Untergruppen von {\displaystyle \operatorname {GL} (n,\mathbb {C} )}, lässt sich auch die adjungierte Darstellung der Lie-Gruppe explizit beschreiben: nach der kanonischen Identifizierung von {\displaystyle {\mathfrak {g}}} mit einer Teilmenge von {\displaystyle {\mathfrak {gl}}(n,\mathbb {C} )\simeq \operatorname {Mat} (n,\mathbb {C} )} gilt
{\displaystyle \operatorname {Ad} (g)(X)=gXg^{-1}}
für alle {\displaystyle g\in G,X\in {\mathfrak {g}}}.